# آنه وایه‌یه کوستر
آنه وایه‌یه کوستر (انگلیسی: Anne Vallayer-Coster; ۲۱ دسامبر ۱۷۴۴ – ۲۸ فوریهٔ ۱۸۱۸) نقاش فرانسوی قرن هجدهم بود که به‌ویژه به خاطر نقاشی‌های طبیعت بی‌جان خود شناخته می‌شود. او در اوایل کار هنری خود به شهرت و شناخته‌شدگی رسید و در سال ۱۷۷۰، در سن ۲۶ سالگی به آکادمی سلطنتی نقاشی و مجسمه‌سازی پذیرفته شد.
با وجود موقعیت پایین نقاشی طبیعت بی‌جان در آن زمان، مهارت‌های بسیار پیشرفته وایه‌یه کوستر، به‌ویژه در ترسیم گل‌ها، خیلی زود توجه بسیاری از جمع‌آورندگان و دیگر هنرمندان را جلب کرد. «استعداد زودرس و بازخوردهای عالی» او موجب جلب توجه دربار شد، جایی که ماری آنتوانت به‌طور خاص به نقاشی‌های وایه‌یه کوستر علاقه‌مند شد.
زندگی او خصوصی، با وقار و سخت‌کوش بود. او از خونریزی‌های حکومت وحشت جان سالم به در برد، اما سقوط سلطنت فرانسه، که حامیان اصلی او بودند، باعث کاهش شهرتش شد.
علاوه بر طبیعت بی‌جان، او نقاشی پرتره و نقاشی صحنه‌های خودمانی نیز کشید، اما به دلیل محدودیت‌هایی که بر زنان در آن زمان اعمال می‌شد، موفقیت او در نقاشی‌های انسانی محدود بود.

## زندگی‌نامه

### سال‌های اولیه
آن وایه‌یه کوستر در سال ۱۷۴۴ در کنار رودخانه بیور نزدیک رود سن متولد شد و یکی از چهار دختر جوزف وایه‌یه (۱۷۰۴–۱۷۷۰)، طلاکار دربار و همراه گوبلین‌ها بود. می‌توان فرض کرد که تجارت قالی‌بافی خانواده هنرمند تأثیر زیادی بر علاقه و مهارت او در هنر داشته است. بسیاری از نقاشی‌های او به‌طور خاص به قالی‌هایی تبدیل شدند که توسط منفکتور ناسیونال دِ گوبلین‌ها بافته شدند. از آنجایی که کودکی او در کارخانه سپری شد، او فرصت یافت تا عملیات کامل کسب‌وکار را تجربه کند. در سال ۱۷۵۴، پدرش خانواده را به پاریس منتقل کرد. به‌نظر می‌رسد که وایه‌یه کوستر وارد استودیوی یک نقاش حرفه‌ای نشده باشد، شاید به این دلیل که چنین شاگردی برای یک زن محترم دشوار بود. مانند دیگر زنان هنرمند آن زمان، او به‌طور مؤثر توسط پدرش آموزش دید؛ اما همچنین از منابع دیگر مانند متخصص گیاه‌شناسی مادلین باسوپورت و نقاش معروف دریایی کلود ژوزف ورنه آموخت.

### آغاز حرفه‌ای
تا سن بیست و شش سالگی، وایه‌یه کوستر هنوز نام و حامی نداشت؛ این مسئله برای او نگرانی بزرگی بود. او به‌ناچار دو تابلو از طبیعت بی‌جان‌های خود، صفات نقاشی و صفات موسیقی (که اکنون در مجموعه لوور) قرار دارند، را به‌عنوان آثار پذیرش به آکادمی سلطنتی نقاشی و مجسمه‌سازی در سال ۱۷۷۰ ارسال کرد. او به‌محض اینکه نقاشی‌هایش مورد مشاهده آکادمی‌سازان قرار گرفت، به‌طور به اتفاق آرا به عضویت آکادمی سلطنتی درآمد و یکی از تنها چهارده زن پذیرفته‌شده به این آکادمی پیش از انقلاب فرانسه شد. با این حال، این لحظه از موفقیت با مرگ پدرش سایه‌دار شد. بلافاصله مادرش کسب‌وکار خانواده را بر عهده گرفت که در این زمان امر رایجی بود و آن ادامه به کار خود برای حمایت از خانواده را پی گرفت.
در کنار آثار صفات نقاشی، مجسمه‌سازی، و معماری و صفات موسیقی، نه اثر دیگر از وایه‌یه کوستر که برخی از آن‌ها پیش از این به آکادمی‌سازان ارسال شده بودند، در نمایشگاه سال ۱۷۷۱ در سالن به نمایش درآمدند. در مورد نمایشگاه سال ۱۷۷۱، دنی دیدرو، دانشمند دایره‌المعارفی، اظهار داشت که "اگر تمام اعضای جدید آکادمی سلطنتی آثار مشابهی همچون خانم وایه‌یه ارائه می‌دادند و همان سطح بالای کیفیت را حفظ می‌کردند، سالن به‌طور کاملاً متفاوتی به‌نظر می‌رسید!" اگرچه او در این دوره به‌عنوان نقاش طبیعت بی‌جان شناخته می‌شود، نقاشی‌های پرتره او نیز محبوبیت زیادی پیدا کرد و پرتره Portrait of a Violinist او در سال ۱۷۷۳ در سال ۲۰۱۵ توسط موزه ملی سوئد خریداری شد.
واه‌یه کوستر اولین تابلوهای گل‌دار خود را در سال ۱۷۷۵ به نمایش گذاشت و پس از آن به‌ویژه به‌عنوان نقاش گل‌ها شناخته شد. چهار سال بعد، او شروع به دریافت حمایت ماری آنتوانت کرد. با ارتباطات دربار و فشار از طرف ماری آنتوانت، او در سال ۱۷۸۱ در لوور فضای کار دریافت کرد که برای زنان هنرمند غیرمعمول بود. مدت کوتاهی بعد، در حضور ماری آنتوانت در دربار کاخ ورسای، او با ژان-پی‌یر سیلستر کوستر (۱۷۴۵–۱۸۲۴)، وکیل ثروتمند، پارلمانتر و عضو محترم خانواده‌ای قدرتمند از دوک‌نشین لورن ازدواج کرد. ماری آنتوانت قرارداد ازدواج را به‌عنوان شاهد امضاء کرد. با این عناوین، او وارد بالاترین رده‌های بورژوازی شد. با چنین عنوانی پرستیژیو، او به یک مقام دولتی دست یافت که طبق سنت در آن زمان، از پدر به پسر منتقل می‌شد، که آنها را تقریباً از اشراف‌زاده‌های قدیمی تمیز نمی‌کرد.

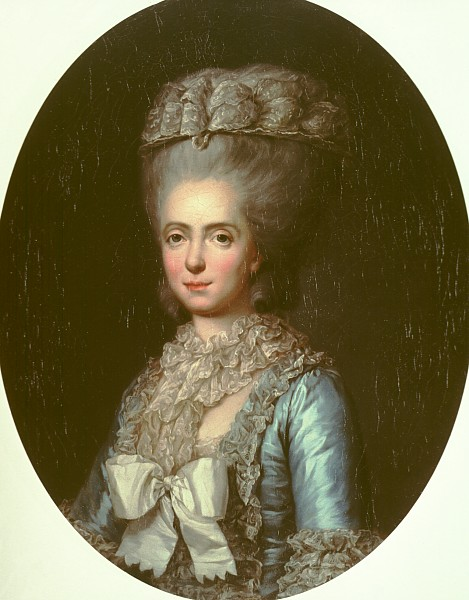
پرتره ماری آدلاید لوئیز دو فرانس
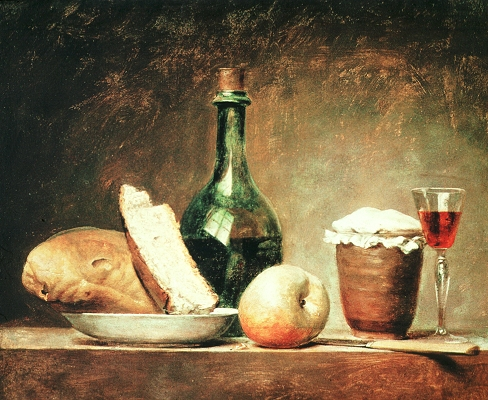
طبیعت بی‌جان با بطری گرد
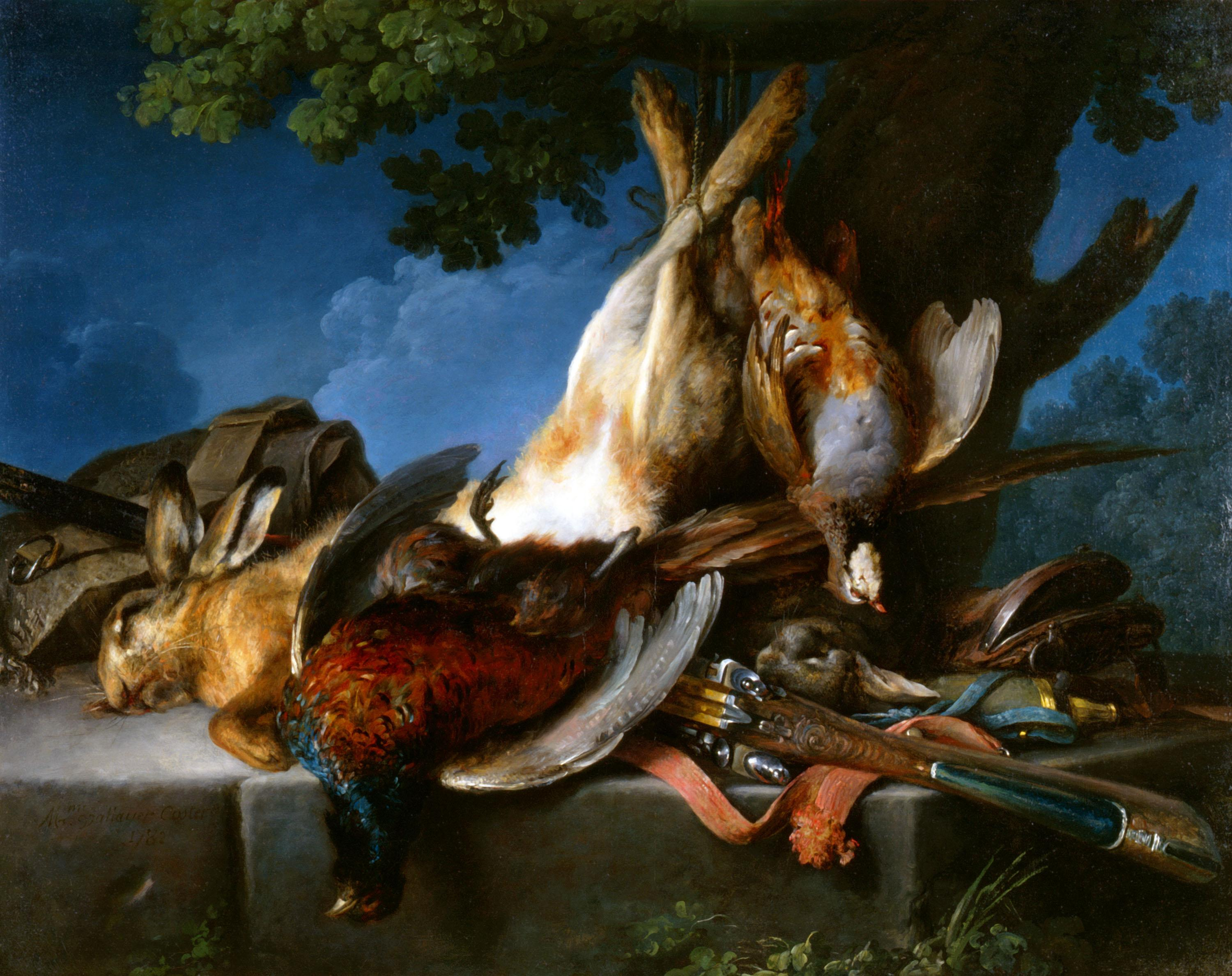
آن وایه‌یه کوستر، طبیعت بی‌جان با شکار، ۱۷۸۲
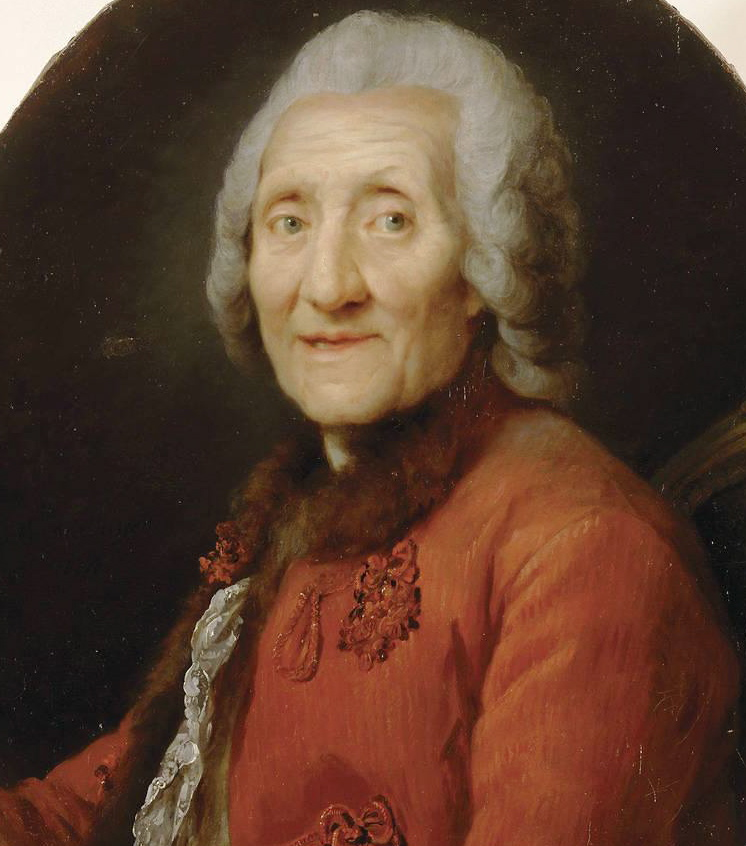
ژوزف-شارل روتیه، ۱۷۷۷
آن وایه‌یه کوستر، سبد آلو، ۱۷۶۹

### سبک و تکنیک
وایه‌یه کوستر عمدتاً در سبک‌های مختلفی از طبیعت بی‌جان که در طول قرن‌های هفدهم و هجدهم توسعه یافته بودند، کار می‌کرد. محدودیت‌های اخلاقی مرسوم مانع از آن می‌شد که زنان هنرمند بتوانند از مدل‌های برهنه نقاشی کنند، که این امر پایه ضروری برای ژانرهای والاتر هنری محسوب می‌شد. طبیعت بی‌جان که کم‌ارزش‌ترین ژانر در سلسله‌مراتب آکادمیک و فاقد بار فکری بود، مناسب‌ترین حوزه برای زنان هنرمند در نظر گرفته می‌شد. وایه‌یه کوستر، ضمن پذیرش این محدودیت برای ورود به آکادمی - که مجرای اصلی حمایت سلطنتی بود - مهارت‌های فنی فوق‌العاده خود را در نقاشی‌های طبیعت بی‌جان به کار گرفت و آثاری با جدیت انکارناپذیر و جذابیت بصری واقعی خلق کرد.
وایه‌یه کوستر در بیشتر نقاشی‌های خود از رنگ روغن روی بوم استفاده می‌کرد. او با استفاده از ضربات قلم‌موی دقیق و ترکیب‌شده، واقع‌گرایی چشمگیری در نمایش بافت‌ها و مواد مختلف به دست آورد. به گفته مورخ هنر ماریان رولان میشل، آنچه توجه آکادمی سلطنتی و مجموعه‌داران متعدد آثار او را جلب کرد، «خطوط جسورانه و تزئینی ترکیب‌های او، غنای رنگ‌ها و بافت‌های شبیه‌سازی‌شده، و مهارت‌های توهم‌آفرینی او در نمایش انواع گسترده‌ای از اشیای طبیعی و مصنوعی» بود. این تعامل میان هنر و طبیعت در طبیعت بی‌جان‌های هلندی، فلاندری و فرانسوی رایج بود.
آثار او تأثیرات واضحی از ژان باتیست سیمئون شاردن و استادان هلندی قرن هفدهم دارد که آثارشان بسیار مورد توجه قرار گرفته است. با این حال، ویژگی منحصربه‌فرد وایه‌یه کوستر، شیوه خاص او در ترکیب ایهام تصویری با ساختارهای ترکیبی تزئینی بود. هدف او این بود که به همه چیزهایی که می‌کشید، جلوه‌ای باشکوه ببخشد؛ در نتیجه، احساس ثبات و فراوانی خاصی در آثارش به وجود آورد. منتقد جان هابر، که آثار او را فاقد عمق درونی توصیف می‌کند، معتقد است که استحکام و مادی‌گرایی اطمینان‌بخش ترکیب‌بندی‌های او برای بانکداران نخبه و اشرافیت جذابیت داشت. آنها از نحوه نمایش «روکش‌های متضاد چوب‌های مختلف» یا «مجموعه‌ای افراطی از مرجان و صدف، اشیایی که سال‌ها برای شکل‌گیری زمان نیاز دارند و دهه‌ها باقی می‌مانند»، قدردانی می‌کردند.

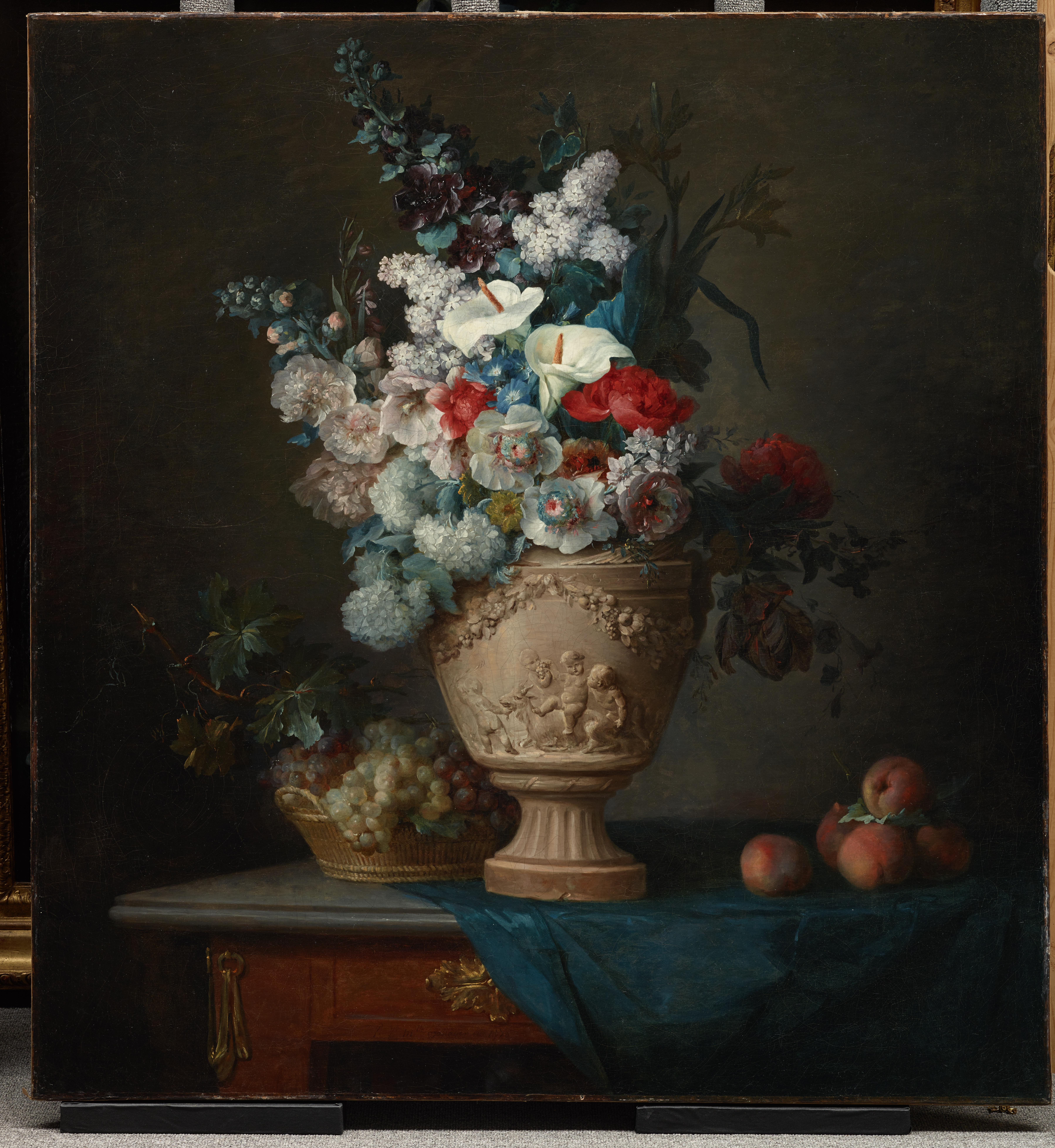
دسته گل در گلدان سفالی با هلو و انگور، ۱۷۷۶
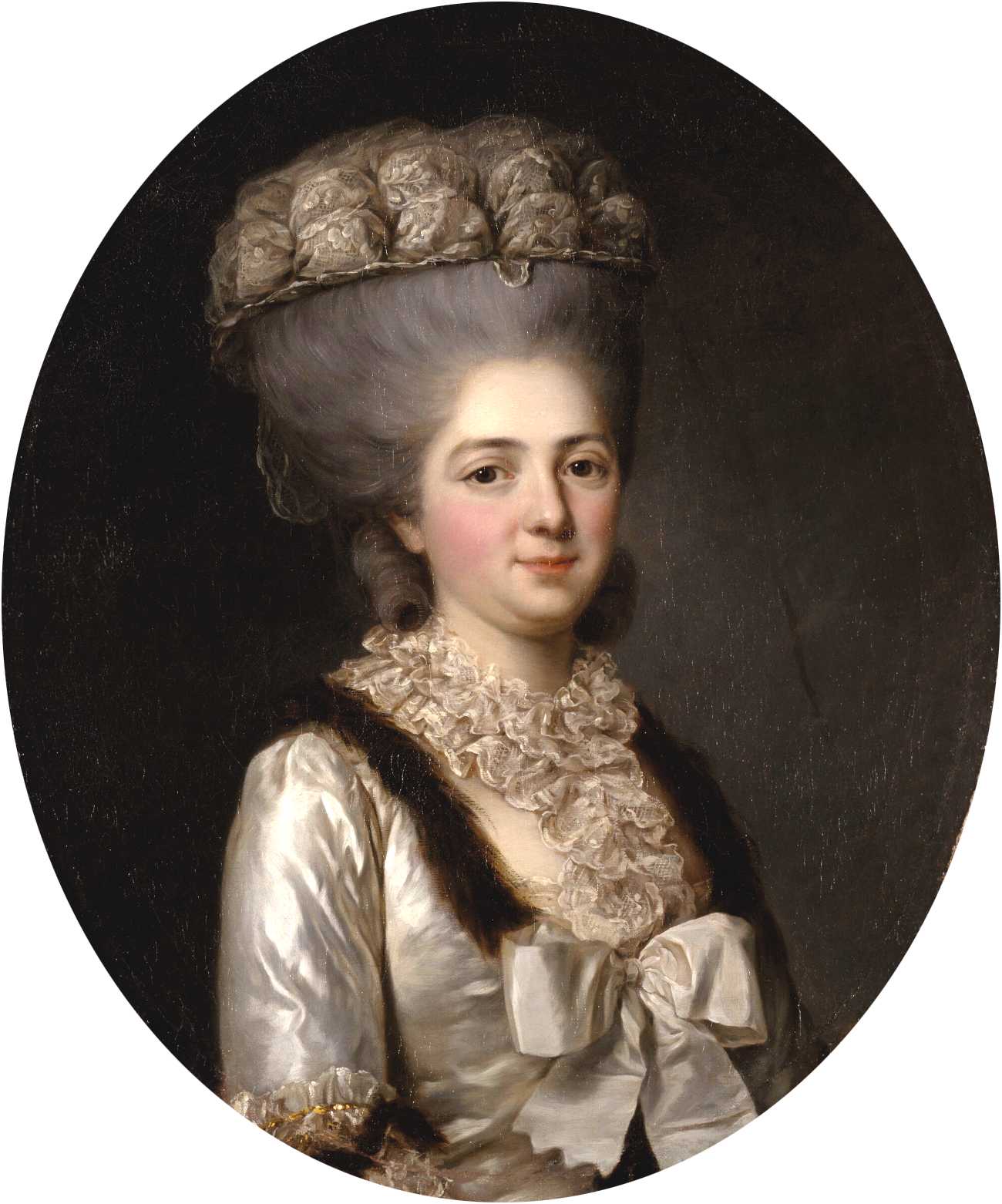
ویکتور دو فرانس، ۱۷۷۹–۱۷۸۱

## نمایشگاه
در سال‌های ۲۰۰۲–۲۰۰۳، بیش از سی و پنج نقاشی از وایه‌یه کوستر که توسط موزه‌ها و مجموعه‌داران خصوصی در فرانسه و ایالات متحده فراهم شده بود، در نگارخانه ملی هنر (آمریکا), مجموعه فریک و موزه هنرهای زیبا نانسی به نمایش درآمد. این نمایشگاه، با عنوان «آن وایه‌یه کوستر: نقاش دربار ماری آنتوانت»، نخستین نمایشگاهی بود که نمایی جامع از آثار او ارائه داد. این نمایشگاه توسط موزه هنر دالاس سازماندهی و توسط ایک کانگ گردآوری شد.
این نمایشگاه شامل آثار تکمیلی از ژان باتیست سیمئون شاردن، استاد برجسته طبیعت بی‌جان و معاصر او، آنری-هوراس رولان دولاپورت و دیگران بود. در ژوئن ۲۰۱۵، موزه ملی سوئد نقاشی پرتره یک ویولونیست اثر وایه‌یه کوستر را که در سال ۱۷۷۳ خلق شده بود، به مجموعه نقاشی‌های قرن هجدهم فرانسه خود اضافه کرد. موزه ملی سوئد همچنین آثار طبیعت بی‌جان با بریوش، میوه و سبزیجات (۱۷۷۵) و طبیعت بی‌جان گل (بدون تاریخ) را در اختیار دارد.
در مارس ۲۰۱۹، موزه هنر کیمبل نقاشی طبیعت بی‌جان با ماهی خال‌خالی (۱۷۸۷) اثر وایه‌یه کوستر را به مجموعه خود افزود.

## آثار آن والایه-کوستر

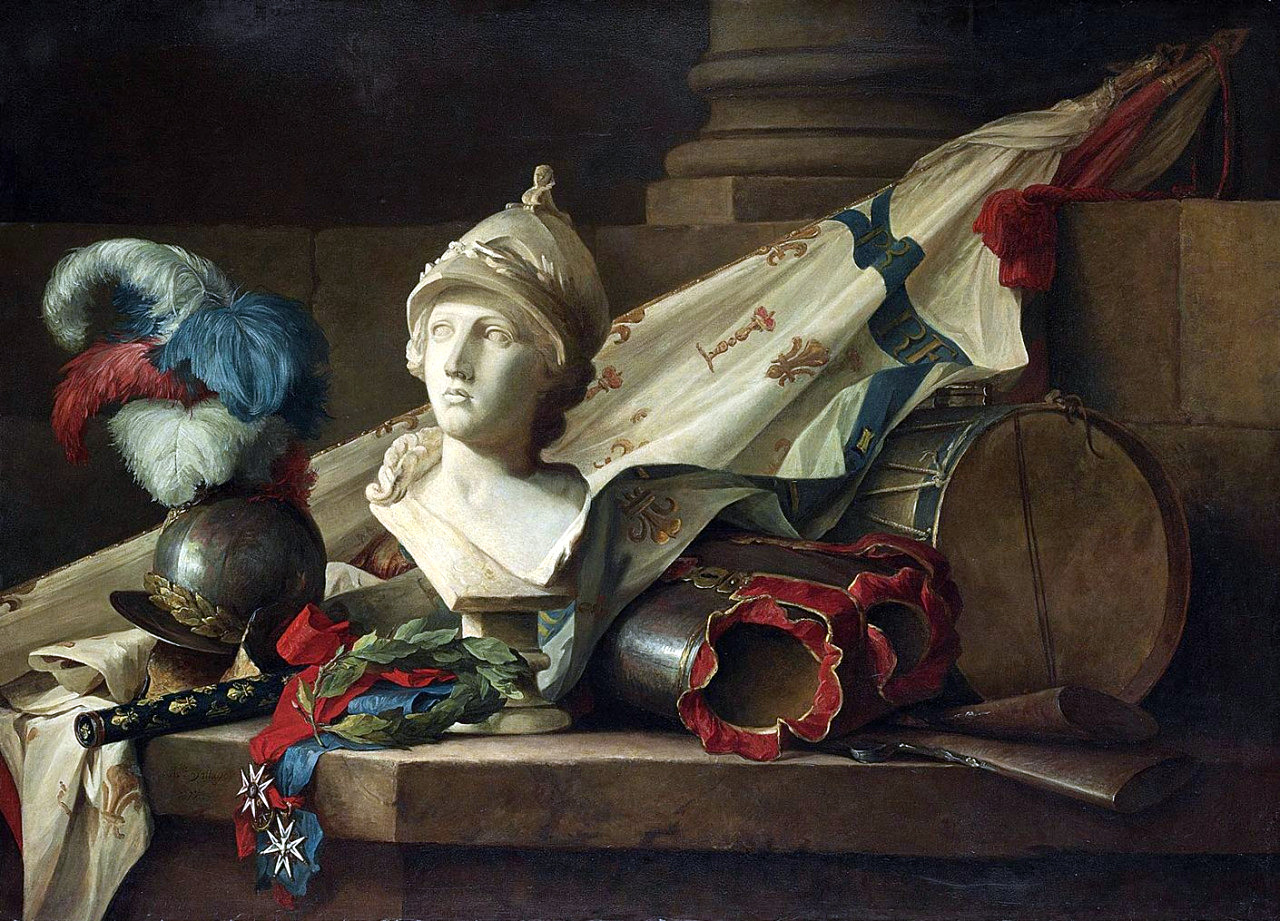
نیم‌تنه‌ای از مینروا با زره و سلاح بر روی لبه‌ای سنگی (۱۷۷۷)
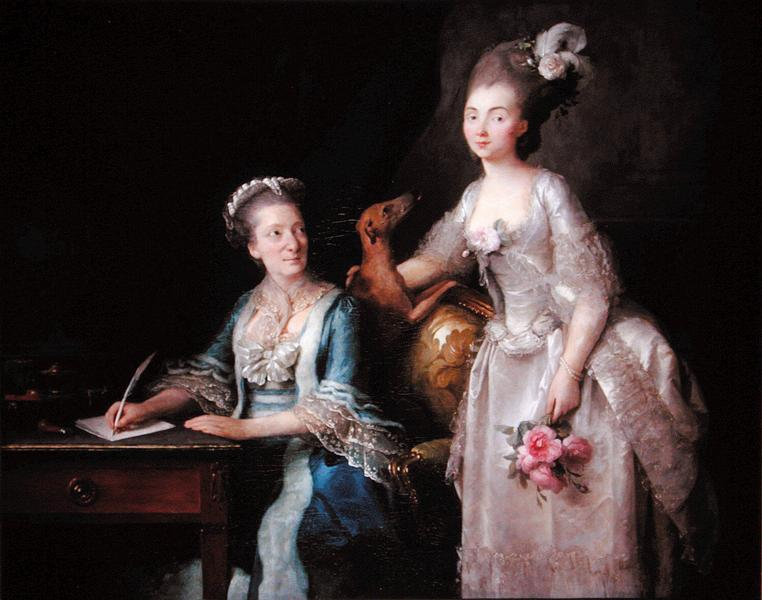
بانویی در حال نوشتن و دخترش (۱۷۷۵)
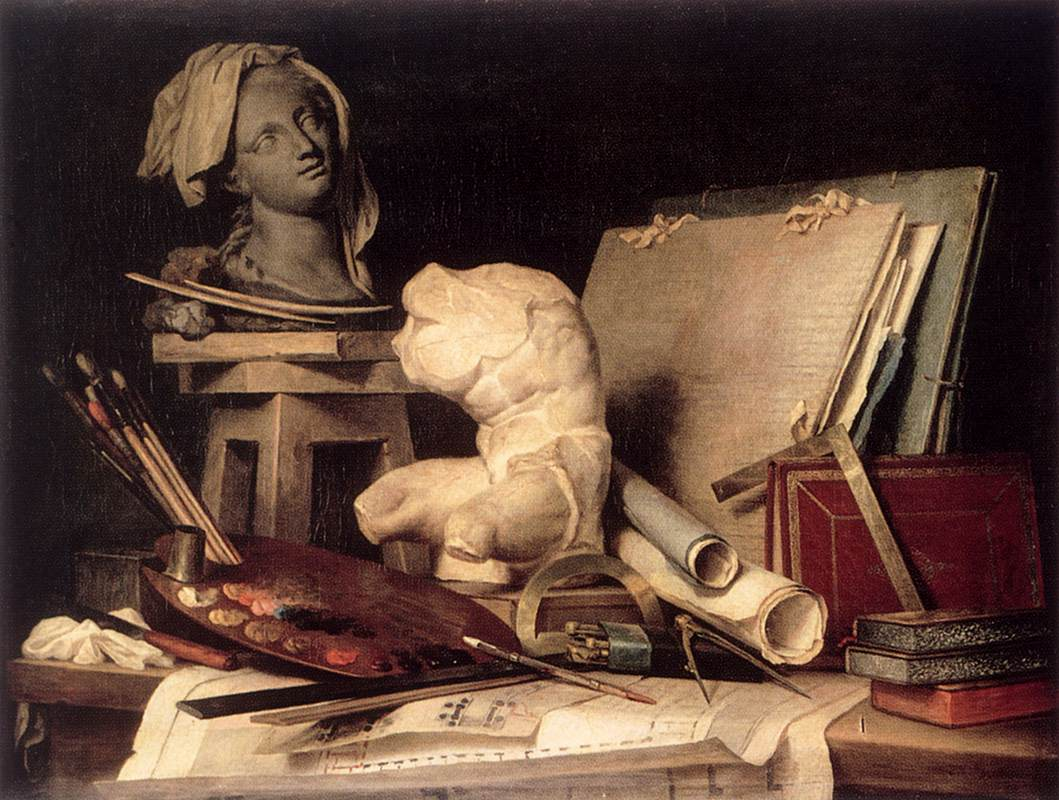
ویژگی‌های نقاشی، مجسمه‌سازی و معماری (۱۷۶۹)
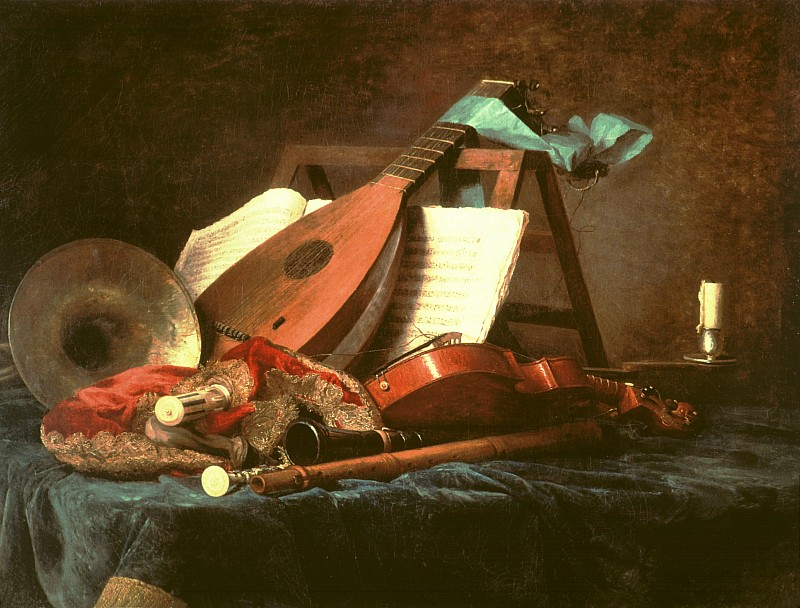
ویژگی‌های موسیقی (۱۷۷۰)
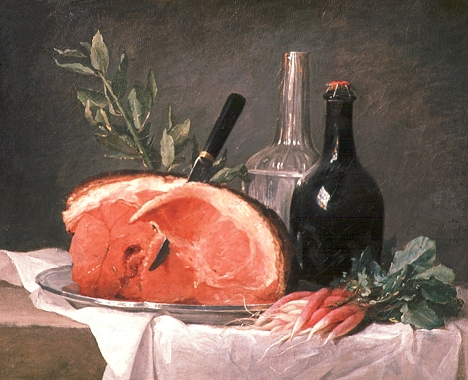
طبیعت بی‌جان با یک ران خوک (حدود ۱۷۶۷)
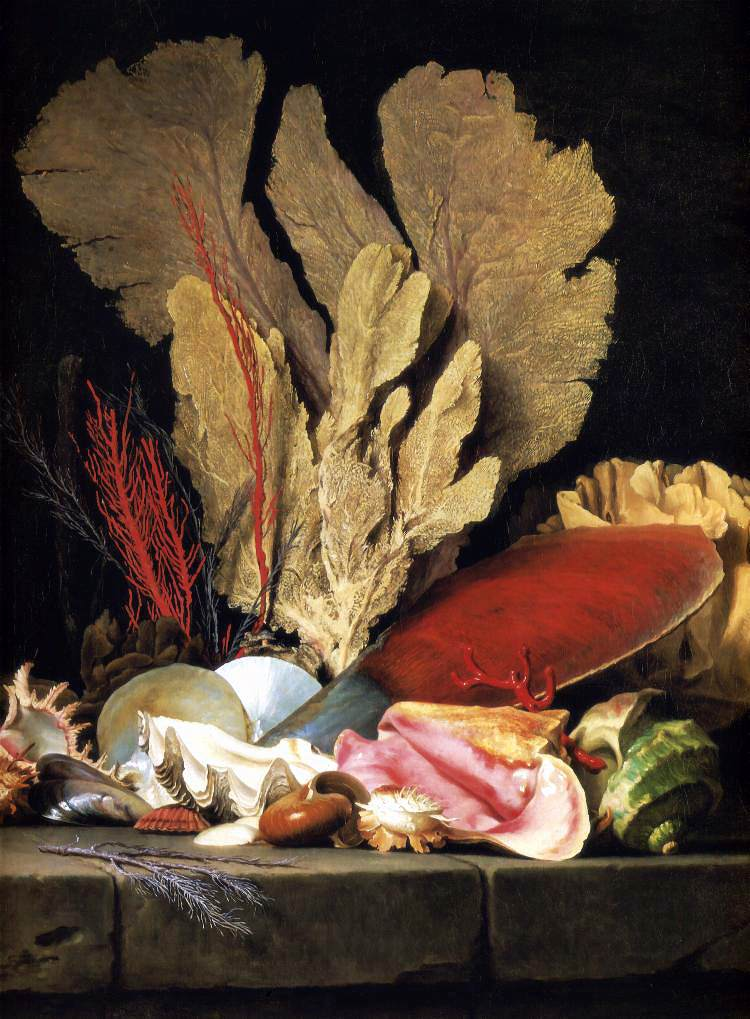
طبیعت بی‌جان با گیاهان دریایی، صدف‌ها و مرجان‌ها (۱۷۶۹)
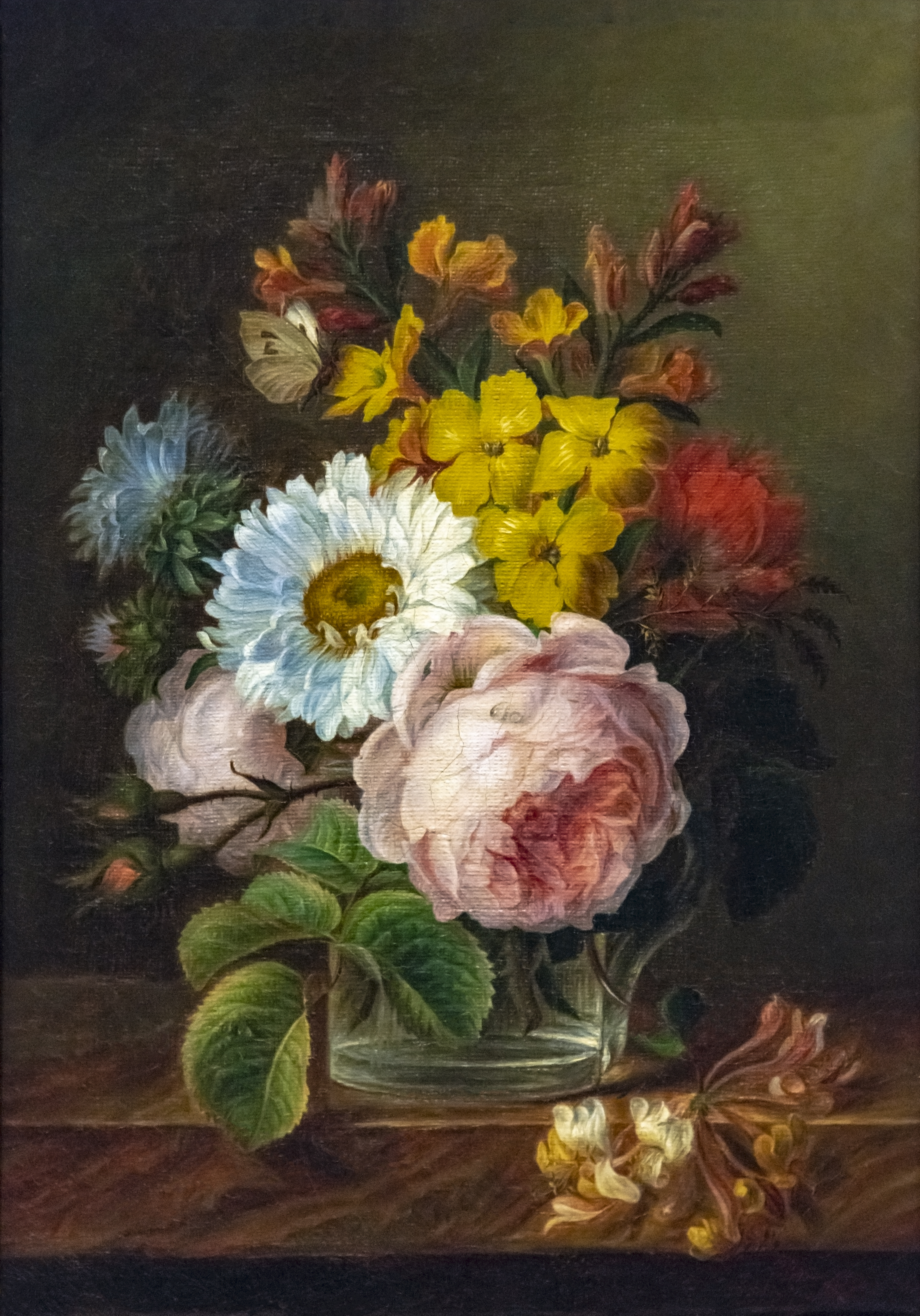
دسته‌گل در لیوان آب (حدود ۱۷۷۴)
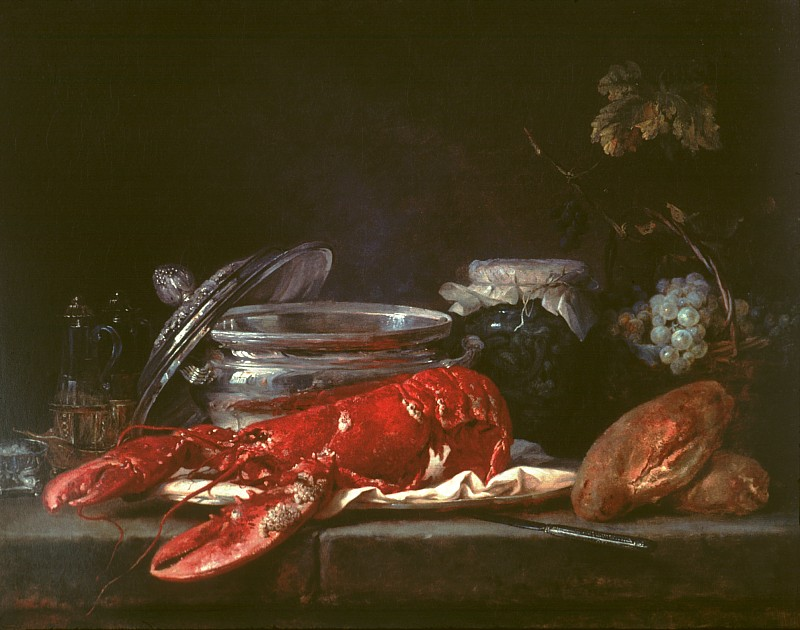
طبیعت بی‌جان با خرچنگ (حدود ۱۷۸۱)
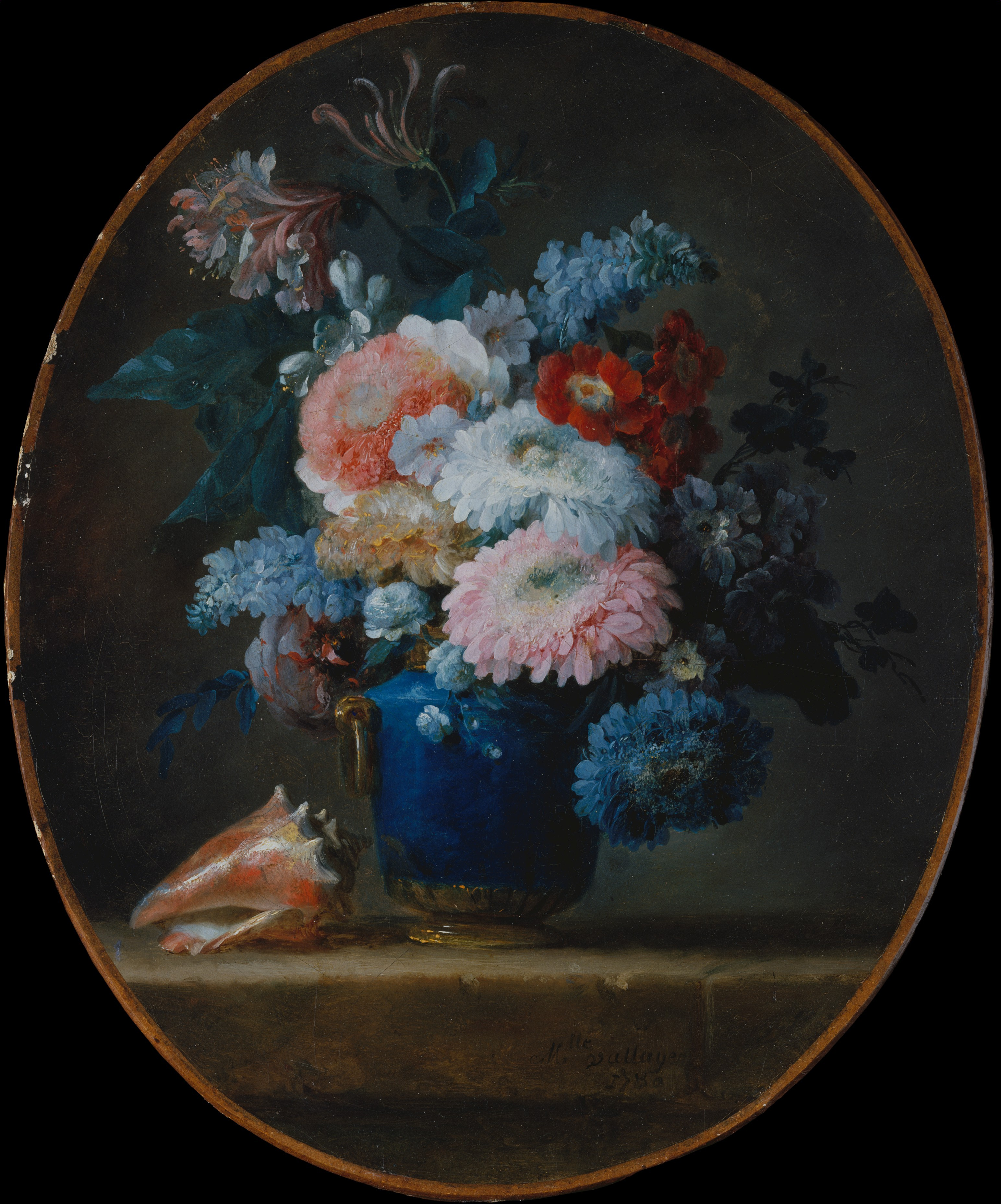
گلدانی از گل‌ها و یک صدف حلزونی (۱۷۸۰)